# 紀元前400年

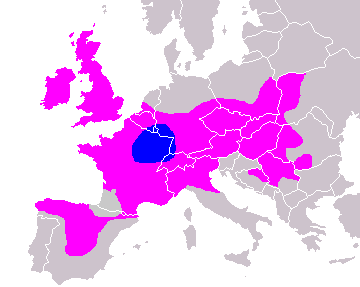
紀元前400年頃のヨーロッパのケルト人の影響圏（紫色）。青色は紀元前500年頃のラ・テーヌ文化の核心地域。

紀元前400年（きげんぜんよんひゃくねん）は、ローマ暦の年である。
当時は、「Esquilinus、Capitolinus、Vulso、Medullinus、Saccus、Vulscusが執政武官に就任した年」として知られていた（もしくは、それほど使われてはいないが、ローマ建国紀元354年）。紀年法として西暦（キリスト紀元）がヨーロッパで広く普及した中世時代初期以降、この年は紀元前400年と表記されるのが一般的となった。

## 他の紀年法
- 干支 : 辛巳
- 日本
  - 皇紀261年
  - 孝昭天皇76年
- 中国
  - 周 - 安王2年
  - 秦 - 簡公15年
  - 晋 - 烈公16年
  - 楚 - 悼王2年
  - 斉 - 康公5年
  - 燕 - 簡公15年
  - 趙 - 烈侯9年
  - 魏 - 文侯46年
  - 韓 - 景侯9年
- 朝鮮
  - 檀紀1934年
- ベトナム :
- 仏滅紀元 : 145年
- ユダヤ暦 :

## できごと

### 場所

#### ペルシア帝国
- アケメネス朝の王アルタクセルクセス2世は、反乱の前まで弟の小キュロスが治めていた小アジアの大部分をティッサフェルネスに引き継がせた。

#### ギリシア
- クセノポンの「1万人の傭兵」は、ギリシアへ帰還した。ペルシアからの行進はスパルタを再び小アジアでペルシア軍との戦争に向かわせた。
- スパルタとペルシアの戦争が始まると、アテナイの司令官であるコノンはペルシアのファルナバゾスの統合部隊を受け入れた。
- スパルタとエーリスの間でも戦争が始まった。

#### カルタゴ
- カルタゴはマルタを占領した。

#### イギリス
- ロンドンは、ウォルブルックがテムズ川と合流する湿地帯に起源を持つ。ケルト人の王ベリナスは、数十の小屋を囲む土壁を再建し、壁の南側に川に面した小さな上陸場所を作り、ここに木製の埠頭を設けた。

#### エジプト
- サイスのアミュルタイオスはペルシアの支配への反乱を成功させ、上エジプトの支配権を得た。

#### 中国
- 韓と趙と魏が楚を攻撃し、乗丘に至る。
- 鄭が韓の陽翟を包囲する。
- 韓の景侯虔が薨去し、子の烈侯が即位する。
- 趙の烈侯籍が薨去し、弟の武侯が即位する。
- 秦の簡公悼子が薨去し、子の恵公が即位する。

#### アメリカ
- ラ・ベンタの街が放棄され、メソアメリカのオルメカ文明が終焉を迎えた。
- サン・ロレンソ・テノチティトランが放棄された。

### トピック

#### 芸術と科学
- ギリシアの技術者によりカタパルトが発明された。
- 彫刻における古典古代の時代が終わり、古代末期に入った。
- アテネのアクロポリスのモデルが製作された。これは現在、トロントのロイヤルオンタリオ博物館に展示されている。
- ポカイアのテオドロスがデルポイにドームを建設した。

#### 宗教
- ヴェーダの宗教が、この時期から200年かけてヒンドゥー教に発展し始めた。

## 死去
- アスパシア:ペリクレスの妻（紀元前470年生）
- トゥキディデス:ギリシアの歴史家（紀元前460年生）
- メノン
- 簡公:秦の君主